# Diego Viamont
Diego Viamont Chávez (Buenos Aires, Argentina; 1 de marzo de 1975) es un periodista, abogado, locutor de radio y presentador de televisión argentino-boliviano. Actualmente es el jefe de prensa de la Red UNO Cochabamba.

## Biografía
Diego Viamont nació en la ciudad de Buenos Aires el 1 de marzo de 1975, es hijo de padres bolivianos que emigraron a Argentina durante la década de 1970. Comenzó sus estudios primarios y secundarios en su ciudad natal saliendo bachiller el año 1992. Ingresó a estudiar comunicación social en la Escuela Técnica Superior de Periodismo de Buenos Aires.
Comenzó su carrera profesional realizando pasantías en diferentes radios bonaerenses y luego estuvo como pasante en el archivo del diario argentino El Cronista. En 1998, decide trasladarse a vivir a Bolivia e ingresa a trabajar como reportero a la Red Bolivisión. Después de tres años realizando cobertura periodística en la calle, ingresa realizar reemplazos en la conducción de informativos para luego quedar como presentador titular. Ejerce su profesión en Bolivisión durante 6 años y luego es contratado por la Red ATB donde ocupa los cargos de periodista, editor y presentador de noticias durante cuatro años y medio. 
El año 2010 es contratado por la Red Uno donde ingresa como presentador de noticias en El Mañanero y Notivisión. Desde el año 2015 es Jefe de Prensa de Red Uno Cochabamba y conduce Notivisión Meridiano y Central.
Contrajo matrimonio con Adela Sempertegui con quien tuvo 2 hijos.